# Charles Blair
Charles Blair, född 19 juli 1909 i Buffalo, New York, död 2 september 1978 på Saint Thomas, Amerikanska Jungfruöarna, var en amerikansk brigadgeneral och flyghjälte.
Han var den förste pilot som genomförde en soloflygning över Norra Ishavet och Nordpolen (1951).
Han omkom vid en flygning mellan St. Croix och St. Thomas (Amerikanska Jungfruöarna, Västindien). Han ligger begravd på Arlingtonkyrkogården i Washington, grav nr. 4966.
Blair var från 1968 gift med skådespelaren Maureen O'Hara.